# كأس أوغندا 1997
كأس أوغندا 1997 (بالإنجليزية: 1997 Uganda Cup)‏ هو موسم من كأس أوغندا. فاز فيه نادي إكسبريس.